# إمبراير إي آر جيه 145
عائلة إمبراير إي آر جيه 145  (بالإنجليزية: Embraer ERJ 145 family)‏ هي عبارة عن سلسلة من الطائرات الإقليمية التي تنتجها شركة إمبراير البرازيلية، أنتجت في 1989 في البرازيل. كان أول طيران لها في أغسطس 11, 1995. ومازالت في الخدمة حتى الآن. صنع منها 890 طائرة.
وتشمل العائلة طائرة إي آر جيه 135، ذات سعة (37 راكبا)، و إي آر جيه 140، ذات سعة (44 راكبا)، و إي آر جيه 145` ذات سعة (50 راكبا) التي تعد أكبر المجموعة، وكذلك طائرات رجال الأعمال من طراز ليغاسي وعائلة من الطائرات العسكرية من نوع إمبراير آر-99. وكل طائرة من من هذه السلسة تأتي مدفوعة بمحركين توربينيان مروحيان. والمنافسة الأولية لأسرة في سوق الطائرات الإقليمية تأتي من بومباردييه CRJ.